# O chestiune de timp (Star Trek: Generația următoare)
„O chestiune de timp” (titlu original: „A Matter of Time”) este al 9-lea episod din al cincilea sezon al serialului TV american științifico-fantastic Star Trek: Generația următoare și al 109-lea episod în total. A avut premiera la 18 noiembrie 1991.
Episodul a fost regizat de Paul Lynch după un scenariu de Rick Berman. Invitat special este Matt Frewer în rolul lui Berlinghoff Rasmussen.

## Prezentare
Un istoric din secolul 26 vizitează nava Enterprise, în timp ce membrii echipajului ajută civilizația de pe o planetă să împiedice instaurarea unei ierni nucleare. 

## Actori ocazionali
- Matt Frewer - Berlinghoff Rasmussen
- Stefan Gierasch - Hal Moseley
- Sheila Franklin - Felton
- Shay Garner - Female scientist